# Irrelevanzkonditional
Irrelevanzkonditional bezeichnet einen speziellen Fall eines Satzgefüges. Der führende Nebensatz ähnelt dabei einem Bedingungssatz in einem Konditionalgefüge und wird mit Präpositionen wie wenn (auch), was auch (immer) oder wie auch immer eingeleitet. Doch wird die Aussage dieses Nebensatzes im Folgenden irrelevant (bedeutungslos) für die Aussage im Kernsatz.
Beispiele
- Wenn auch der Wein sauer ist, wird Petra ihn dennoch trinken.
- Was Susi auch vorschlägt: Max lehnt es ab.
- Wie auch immer es regnen mag, Paul wird seinen Spaziergang doch machen.
- Auch wenn sie hundertmal recht haben, kann ich mich nicht von heut auf morgen ändern.

Bei einem Irrelevanzkonditional wird der angeführte Umstand somit nicht als Bedingung, sondern im jeweiligen Fall als irrelevant für das Eintreten eines Ereignisses behauptet.